# Arto Nilsson
Arto Harald Nilsson, född 19 mars 1948 i Helsingfors, död 11 juli 2019 i Helsingfors, var en finländsk boxare.
Nilsson blev olympisk bronsmedaljör i lätt weltervikt i boxning vid sommarspelen 1968 i Mexico City.